# 奧岩冰川
68°42′S 40°46′E / 68.700°S 40.767°E
奧岩冰川（英語：Oku-iwa Glacier），是南極洲的冰川，位於毛德皇后地的奧拉夫王子海岸，根據日本探險隊的測量和拍攝的空中照片繪入地圖，現時由南極條約體系管理。